# Сайлар
Сайлар — персонаж из телесериала «Герои», серийный убийца, который поглощает способности при помощи своей врождённой способности: понимания того, как все устроено. Для обретения новых способностей он изучал мозг своих жертв, пока не научился применять свою врождённую эмпатию для копирования способностей (аналог способности Питера Петрелли). Он оправдывал свои убийства тем, что люди не достойны дарованных им способностей, что это естественный отбор. Впервые его нашёл и открыл ему правду о людях со способностями Чандра Суреш, из-за чего Сайлар и стал убийцей. Чандра называл Сайлара «нулевым пациентом» в своих исследованиях. Сайлар — псевдоним, настоящее имя — Гэбриэл Грей.

## Создание персонажа
Сайлар был изначально задуман как людоед, который ел мозги своих жертв и получал их способности, однако, чтобы избежать ассоциаций с зомби, сценаристы описывали это расплывчато.
До первого появления Куинто в эпизоде «Семь минут до полуночи», роль Сайлара сыграл дублёр в «Гигантский скачок», где лицо персонажа было скрыто в тени. В эпизоде «Полгода назад» его лицо по прежнему не показано, но его сыграл уже Куинто. Во втором эпизоде первого сезона «Не оглядывайся» голос Сайлара слышен в записи телефонного разговора на автоответчике Чандра Суреша, это был актёр Морис Ламарш. Часть этого разговора снова слышна в «Шесть месяцев назад», но на этот раз говорил Куинто.

## История персонажа

### Первый том
Чандра Суреш встречает Габриэла Грея и рассказывает о своих исследованиях, думая, что Сайлар обладает способностями. Когда Чандра разочаровывается в нём, не найдя в Грее ничего необычного, и выгоняет его, Габриэл находит адрес Брайана Дэвиса и убивает его, забирая его способность — телекинез. Позже он демонстрирует её Чандре, Чандра признаёт, что ошибался в нём. Позже, Сайлар ощущает голод из-за его способности. Когда он ищет помощи у Чандры, тот называет его чудовищем. Сайлар убивает его.
Мохиндер Суреш узнаёт, что Сайлар причастен к смерти его отца из его разговоров. Тем временем, Сайлар убивает все больше людей для получения новых способностей: он убивает семью Уокеров в их доме, затем Чарли Эндрюс в кафе Сгоревший тост. Сайлар планирует взять, по его мнению, «самую могущественную» способность — регенерацию, которой обладает Клэр Беннет. В школе Union Wells в штате Техас у Сайлара не получилось сделать это, так как Питер Петрелли успел спасти Клэр. Упав с высоты пяти этажей, он пытается скрыться, но его подстерегают Иден и Гаитянин. Иден использует свою силу убеждения и Гаитянин усыпляет Сайлара. Сайлар временно считается пленником Компании в Primatech Paper Co. Но ему удаётся сбежать, убив Хэнка и Иден МакКейн.
Представившись Мохиндером Сурешем, Сайлар забирает силу Зэйна Тэйлора — способность плавить металл. Позже он сам называется Зэйном, чтобы присоединиться к Мохиндеру. Мохиндер раскрывает замысел Сайлара после того, как тот убивает Дэйл Смитер и берёт её способность — суперслух. Мохиндер пытается застрелить Сайлара, но Сайлар телекинезом останавливает пулю и забирает список особенных. В это время в квартиру Мохиндера наведывается Питер Петрелли. Раненый Мохиндер предупреждает Питера, что в квартире Сайлар. После схватки с Сайларом, Питер погибает. Сайлар собирается забрать его способности, но его оглушает Мохиндер. Сайлар приходит в себя и видит, что тело Питера и Мохиндер исчезли, а вместе с ними и список с особенными людьми. Но Сайлар находит координаты Айзека Мендеса.
Сайлар убивает Айзека и получает его способность рисовать будущее. После того, как он увидел картину, на которой нарисовал, что забирает силу у Теда и взрывает половину Нью-Йорка, он понимает, что не хочет убивать столько невинных людей. Сайлар возвращается в Бруклин и посещает свою мать, Вирджинию Грей. Она говорит ему, что он может стать кем угодно. Этим Вирджиния подталкивает его на ужасные поступки. Сайлар показывает ей, на что он способен, но срывается и ранит её. Вирджиния не верит, что это её сын, и называет его монстром. Сайлар просит прощения, но его мать достаёт ножницы и говорит, чтобы он убрался. Сайлар пытается отобрать у неё ножницы, но случайно втыкает их в грудь матери. Он понимает, что сотворил, и решает выполнить указания матери стать великим человеком. В этот момент Хиро Накамура со своим другом Андо Масахаши приходят, чтобы убить его. Но у Хиро не получается убить его, Сайлар замораживает и ломает меч Хиро. Позже Сайлар убивает Теда Спрейга и забирает его способность к излучению радиации. Сайлар возвращается в мастерскую Айзека Мендеса и рисует ещё одну картину, на которой изображена его битва с воскресшим Питером Петрелли на Кирби Плаза. Но в его мастерскую врывается Андо и пытается убить его. Сайлар легко с ним справляется и видит в комиксе, принесённым с собой Андо, свою кончину. Сайлар не верит в это. Позже Сайлар отправляется на Кирби Плаза и встречает Питера с Ноем Беннетом. Маньяк использует телекинез, чтобы откинуть Ноя с места схватки. Позже он с помощью телекинеза пытается задушить Питера, но в Сайлара стреляет Мэтт Паркман. Сайлар останавливает пули и посылает их в грудь Мэтту. Ники Сандерс, видя, как Сайлар избивает Питера, бьёт его вырваным из асфальта фонарём. Вдруг Питер начинает излучать радиацию и становится все ближе к тому, чтобы взорваться. На Кирби Плаза телепортируется ранее потерпевший неудачу Хиро Накамура и пронзает грудь Сайлара мечом. Сайлар, слабея, телекинезом отправляет Хиро к стене здания. Окончательно потеряв все силы, Сайлар теряет сознание.

### Второй том
Сайлар просыпается на пляже рядом с Кэндис Вилмер. Она рассказывает ему, что он перенёс много операций после ранения и что пляж — это созданная ею иллюзия. Сайлар понимает, что больше не обладает никакими способностями. После, Сайлар не удерживается и решает начать заново собирать способности. Он убивает Кэндис, но у него не получается забрать её способность. В отчаянии, он вырывается из лачуги Кэндис и идёт по безлюдной местности где-то в Мексике. Его находят Майя Эррера, Алехандро и Дерек, которые ищут доктора Суреша, чтобы избавиться от способности Майи. Сайлар говорит им, что знает, кто такой доктор Суреш и обещает отвести их к нему. Позже, Дерек показывает Сайлару газету, где нарисованы лица Майи и Алехандро, которые обвиняются в убийствах. Сайлар убивает Дерека и отправляется в путь вместе с убийцами. Майя показывает ему, на что она способна, но Алехандро спасает Сайлара. Сайлар рассказывает Майе, что он был особенным и хочет вернуть свои силы, поэтому он тоже едет к доктору Сурешу. На границе в Америку путь им преграждают пограничники. Сайлар говорит Майе, чтобы она использовала свою способность. После пересечения границы, Алехандро вбирает в себя яд Майи и спасает Сайлара, но нападает на него из-за того, что он вынудил Майю использовать способность. Майя разнимает их, а Сайлар, пользуясь тем, что Алехандро не знает английского, рассказывает ему, что убьёт их и заберёт способности. Алехандро находит в Интернете сведения о Сайларе и выясняет, что он убил свою мать. Сайлар рассказывает Майе, что это вышло случайно. Майя верит Сайлару. Позже, Сайлар помогает Майе научится контролировать свою способность. Майя говорит Алехандро, что ей больше он не нужен. Алехандро врывается в комнату к Сайлару и устраивает скандал. Сайлар убивает его.
Когда Сайлар и Майя приезжают в квартиру Мохиндера, Сайлар требует, чтобы он вернул ему способности. Мохиндер считает, что Сайлару ввели «вирус Шанти». Когда они прибывают в лабораторию Мохиндера, выясняется, что это действительно так. Мохиндер сообщает Сайлару, что у него тот же штамм вируса, что и у Ники, а значит его заразила компания. Мохиндер достаёт лекарство от этого штамма, содержащее кровь Суреша и Клэр Беннет, которое было предназначено для исцеления Ники. Молли говорит Майе, что её брат мёртв, Майя обвиняет в этом Сайлара, из-за чего он её убивает. Сайлар требует, чтобы Мохиндер для начала ввёл лекарство ей для проверки, а сам, увидев, как оживает Майя, забирает оставшуюся часть сыворотки. В этот момент появляется Элль Бишоп и стреляет в Сайлара разрядом, но тому удаётся скрыться.

### Третий том
Сайлар вкалывает антитела Мохиндера Суреша и кровь Клэр Беннет, что позволяет ему заживить все раны и снова овладеть своими способностями. Сайлар нападает на Клэр Беннет в её доме. Несмотря на активное сопротивление девушки, серийный убийца ловит её и вскрывает череп для получения способности регенерации. После ухода Сайлара у Клэр заживают раны, но она понимает, что теперь Сайлар опаснее чем когда-либо. Далее Сайлар проникает в главное здание Компании Primatech, используя похищенные документы из дома Беннетов. Там он убивает Боба Бишопа — главу компании и забирает его силу алхимии. Пытаясь вскрыть череп Элль Бишоп, Сайлар испытывает на себе всё её электричество, которое также отключает щит безопасности пятого уровня, из-за чего все заключённые сбегают. Сайлара запирают в освободившуюся камеру. Позже Анжела Петрелли начинает использовать Сайлара, убеждая того, что он её сын, которого она была вынуждена отдать в приёмную семью. Она отдаёт ему на растерзание девушку, владеющую способностью узнавать историю объектов прикосновением, и заставляет Ноя Беннета работать вместе с её новоявленным сыном в поисках сбежавших преступников с пятого уровня. Они находят бывших заключённых во время ограбления беглецами банка. Сайлар спасает Беннета и убивает злодея, владевшего силой генерации звуковых ударных волн.
Немного подружившись со своим новым братом Питером, Сайлар пытается не дать ему пойти в Пайнхёрст, но ему не удаётся. Сайлар переходит на сторону Артура Петрелли, который также как и Анжела начинает использовать его в своих целях. Артур приказывает Сайлару убить Питера. Сайлар телекинезом выбрасывает его из окна, но смягчает его падение, не дав тому погибнуть.
Позже он встречает Элль Бишоп, которая сидела под замком в компании Артура. Они сумели найти общий язык, а Сайлар перенял способность Элль — электрокинез, с помощью эмпатии, то есть не вскрывая череп. Они становятся напарниками, и их совместным заданием становится доставка катализатора, который находится в теле Клэр Беннет. Но из-за солнечного затмения все лишаются способностей. Элль стреляет в Клэр, а Ной выбивает Сайлару руку, вырубает Элль и уносит свою дочь. Элль и Сайлар занимаются любовью, но появляется Ной Беннет, который жаждет отмщения. Он ранит Элль в ногу, но напарники успевают убежать. Они скрываются в подвале магазина, где Сайлар, спасая Эль, отправляет её на лифте вниз, а сам остаётся с Ноем. Тот убивает Сайлара и уходит. Затмение проходит и способности возвращаются. Мисс Бишоп и Сайлар приходят в дом Беннетов с новой попыткой забрать Клэр. Ной рассказывает Сайлару, что он не сын Анджелы и Артура и что они его используют, а также пояснил, что Элль все знала. Появляется Хиро и переправляет Элль и Сайлара в Коста-Верде, где Сайлар и убивает Элль. На следующий день он сжигает её тело и звонит Артуру. Он говорит, что знает всю правду. Сайлар приходит в офис к Сью Лэндерс и забирает её способность различать ложь. Он приходит к Артуру в тот момент, когда Питер стреляет в своего отца. Сайлар останавливает пулю телекинезом и, убедившись, что Артур не его отец, отправляет пулю ему в голову.

### Четвёртый том
Сайлар пытается найти своего настоящего отца. Для этого он приходит к своему отчиму-часовщику, который сбежал от них с матерью в детстве. Тот рассказывает Сайлару, что того продал ему брат и даёт адрес. Сайлар приходит в указанный дом, но там на него нападают спецназовцы. Сайлар убивает их, оставляя в живых одного для допроса. Однако спецназовец не рассказывает ничего даже под пытками, и Сайлар решает перенести его в соседний дом, чтобы заставить его говорить под угрозой расправы над жившей там семьёй. Оказывается, что подросток, живущий там, также владеет способностью (микроволновое излучение из рук), и он убивает солдата, защищая Сайлара. Подросток рассказывает Сайлару, что знает, где живёт его отец, и они вместе едут к нему. В кафе на них нападает спецназ и подросток спасает Сайлера от выстрела в затылок. Сайлер сбегает, оставляя парня одного, и того хватает спецназ, однако затем Сайлер спасает его, мотивируя это тем, что просто искал компьютер с данными об охоте на людей со сверхспособностями. По дороге им встречается заброшенное кафе, где Сайлар вспоминает, как его продал отец, а после этого убил мать. Сайлар отправляет подростка домой живым, а сам наведывается к своему отцу, но выясняет, что у того рак и он все равно скоро умрёт. Во время разговора отец выясняет, что у сына есть способность к регенерации и пытается вскрыть ему череп, однако Сайлар легко его побеждает и оставляет умирать от рака.
Сайлар объединяется с командиром спецназовцев Дэнко для совместной охоты на людей со сверхспособностями. Их целью становится человек, способный перевоплощаться. Сайлар забрал у него способность, используя эмпатию, для инсценировки своей смерти, так как тот принял его облик, пытаясь обмануть Дэнко. Дэнко показывает Ною труп оборотня с ножом в затылке, говоря, что это — Сайлар. Но Сайлару приходится нелегко со новой способностью. Засыпая в своём теле, он просыпается в другом, а также обнаруживает ещё и лишний зуб. Позже он пытается воссоздать свою мать. Ной же провёл опыт, вынув нож из затылка убийцы, но тот не ожил, как должен, и понял, что его просто обманули. Сайлар решает стать Нейтаном. Его цель — пробраться к президенту и заменить его. Сайлар убивает Нейтана, но Питер успел вколоть Сайлару снотворного, поэтому он отключился. Анджела и Ной уговаривают Мэтта Паркмена стереть личность и воспоминания Сайлара и создать из него нового Нейтана. Но для того, чтобы все думали, что Сайлар мёртв, они сожгли на костре труп Джеймса Мартина (человека со способностью к перевоплощению).
- Что такое? 
- Все дело в часах. Они спешат на полторы минуты. 
Анджела и Нейтан в теле Сайлара
Новое тело Нейтана сохранило способности и навыки Сайлара.

### Пятый том
У Нейтана появляются ощущения, будто бы его воспоминания принадлежат другому. Случайно он обнаруживает у себя способности к теле- и электрокинезу и не может понять, откуда они у него. Сознание Сайлара в этот момент находится в голове у Мэтта Паркмена и пытается вернуть своё тело. Мэтт пытается бросить свои способности, но Сайлар провоцирует его на их применение, пытаясь таким образом подчинить себе Паркмена и вернуть с его помощью своё тело. В конце концов сознанию Сайлара удаётся обмануть Мэтта и взять контроль над его телом. Тем временем Нейтана убивает наёмный убийца. Он оживает, но уже в виде Сайлара (но по прежнему с памятью Нейтана). В таком виде он попадает в полицию, где в нём узнают серийного убийцу. Сайлар не верит в это и сбегает, использовав способности. Затем Сайлара убивает полиция, но он снова регенирирует и встречается с Сэмюэлем, который прячет его. Сэмюэль убеждает Сайлара, что он должен убить детектива, который охотится за ним, а также помогает увидеть прошлое (Сайлар видит как он убивал людей). Но Сайлар не верит в это и пытается бороться с этим, в чём ему помогает память Нейтана.
—Как нам тебя называть — Гэбриэл или Сайлар? 
 — Зовите меня Нейтан 
Сэмюэль и Сайлар
Сайлар отпускает детектива, впрочем того тут же убивает Эдгар.
Затем Сайлар засыпает, а просыпается уже Нейтан. Он не может понять как сюда попал и сбегает с карнавала. Он приходит к Питеру и они вместе пытаются найти ответы. Они, с помощью Гаитянина, находят тело настоящего Нейтана. Затем, догадавшись что здесь не обошлось без Паркмена, они направляются на его поиски.
Тем временем Мэтт пытается вернуть себе контроль над телом и остановить рвущегося на восток Сайлара. Ему удаётся временно помрачить его сознание и в таком виде за ними начинает гоняться полиция. Затем Мэтт провоцирует Сайлара и тот поднимает пистолет в присутствии полицейских, за что и получает несколько пуль.
Питер и Нейтан находят тяжело раненного Мэтта в больнице. Питер исцеляет Паркмена, однако тот осознаёт, что Сайлар никуда не делся. Он пытается предупредить Нейтана, чтобы тот бежал, однако Сайлар снова берёт вверх и рассказав, что сделал Паркмен с телом Сайлара, предлагает Нейтану исправить все, просто коснувшись его. После случайного касания личность Сайлара перетекает обратно в своё тело.
В День Благодарения, разъярённый всем тем, что с ним произошло, Сайлар принимает свой облик и пытается убить Анджелу и Питера, однако личность Нейтана не даёт ему это сделать и он убегает. Питер преследует его и с помощью способности Гаитянина побеждает Сайлара и временно прогоняет его. Питер пытается доказать Нейтану, что тот сможет жить победив Сайлара, однако Нейтан чувствует что ему не победить и прыгает с крыши. В процессе падения он окончательно превращается в Сайлара. Регенерировав после падения, Сайлар уходит.
Однако Сайлар чувствует, что он изменился, но не может понять как. Он снова отправляется на карнавал, где пытается убить Сэмюэля, однако тот побеждает Сайлара и оставляет его с Лидией. С помощью эмпатии Сайлар берёт способность Лидии и делает себя татуировку и с удивлением видит, что татуировка изображает Клэр Беннет. Сайлар отправляется в её колледж.
В колледже Сайлар хватает Клэр и пытается получить ответы на мучающие его вопросы, на том основании, что они с Клэр похожи. Однако Клэр вонзает ему в глаз карандаш и убегает. Сайлар принимает облик Гретхен и прячется с Клэр в чулане — он пытается получить ответы другим путём. В ходе разговора Клэр высказывает мысль, что Сайлар сможет жить спокойно, если избавится от способностей. Сайлар принимает свой облик и отправляется к Паркмену.
Сайлар говорит Дженис, что он сослуживец Мэтта, а самого Мэтта просит о том, чтобы тот заблокировал его способности. Однако у Мэтта не получается и взбешённый Сайлар угрожает Мэтту. Узнавшая обо всем Дженис предлагает обмануть Сайлара. Мэтт использует способность чтобы погрузить Сайлара в подобие летаргического сна, а затем замуровывает его в своём подвале.
В этот момент к Паркмену приходит Питер, который ищет Сайлара чтобы тот помог ему. Взяв способность к телепатии он узнаёт что Сайлар здесь и пытается пробудить его, однако сам попадает в его кошмар. Паркмен оставляет Питера в подвале.
Питер и Сайлар оказываются в кошмаре Сайлара — городе без людей. Чувствуя угрызения совести за свои поступки, Сайлар считает, что он это заслужил, однако Питер, которому нужна его помощь, чтобы спасти Эмму Кулидж, пытается вытащить его оттуда. Он понимает, что для этого нужно разрушить кирпичную стену. В конце концов им удаётся это сделать, а Сайлар обнаруживает, что часть воспоминаний Нейтана осталась с ним.
Оба приходят в себя в подвале Мэтта, спустя полдня после того, как заснули, хотя во сне прошло несколько лет. Здесь на них нападает Илай, которого послал Сэмюэль, однако Сайлар побеждает его, попутно спасая жизнь Мэтту. Мэтт не верит, что Сайлар изменился, однако тот добровольно даёт ему прочитать свои мысли. Мэтт нехотя отпускает его.
Питер и Сайлар спешат на карнавал. Там Сайлар отправляется спасать Эмму и сталкивается с Эриком Дойлом. Хотя Дойлу и удаётся обезвредить Сайлара, он теряет контроль над Эммой и та оглушает его. Дойл умоляет Сайлара помочь Сэмюэлю и говорит, что они похожи, однако Сайлар больше не хочет быть злодеем.

Я теперь герой!
В начале шестого тома Сайлар с воодушевлением рассказывает Питеру, какие положительные эмоции он испытывал, спасая Эмму.

## Способности Сайлара
Собственная способность Сайлара заключается в понимании того, как всё устроено (Интуитивное понятие). Он может применять её как для починки механизмов или предугадывания развития событий, так и для копирования чужих способностей путём установления участка мозга, «ответственного» за способность. Обратной стороной медали является своеобразный голод, заставляющий Сайлара отнимать всё новые и новые способности. В одном из вариантов будущего он научился справляться с «голодом», а в другом насытился, отняв множество способностей, и убивал других сверхлюдей только для того, чтобы избежать конкуренции с их стороны. Также может сопротивляться 'неразвитой' телепатии.

### Отнятые способности
| До конца первого сезона Сайлар получил следующие способности: | До конца первого сезона Сайлар получил следующие способности: | До конца первого сезона Сайлар получил следующие способности: |
| Способность                                                   | «Донор»                                                       | Название эпизода                                              |
| ------------------------------------------------------------- | ------------------------------------------------------------- | ------------------------------------------------------------- |
| Телекинез                                                     | Брайан Дэвис                                                  | «Полгода назад» (англ. Six Months Ago)                        |
| Разрушение предметов на расстоянии                            | Тревор Зейтлан                                                | «Злодеи» (англ. Villains)                                     |
| Криокинез                                                     | Джемс Волкер                                                  | «Не оглядывайся назад» (англ. Don’t look back)                |
| Абсолютная память                                             | Чарли Эндрюс                                                  | «Семь минут до полуночи» (англ. Seven Minutes to Midnight)    |
| Сжижение твёрдых тел                                          | Зейн Тейлор                                                   | «Бежать!» (англ. Run!)                                        |
| Совершенный слух                                              | Дейл Смитер                                                   | «Непредсказуемый» (англ. Unexpected)                          |
| Изображение сцен из будущего в картинах                       | Исаак Мендез                                                  | «Семь сотых процента» (англ. 0.07 %)                          |
| Излучение радиации или электромагнитных импульсов             | Тед Спрейг                                                    | «Разгром» (англ. Landslide)                                   |

Будучи заражённым вирусом Шанти, Сайлар потерял все свои способности. После излечения к нему вернулась только способность к пониманию того, как всё устроено, а также телекинез. Эмпатия, которой, по словам Артура, Сайлар всегда обладал, также осталась, однако он ей практически не пользуется. Однако в серии «Я есть смерть», в разных вариантах будущего Сайлар обладает способностями Теда Спрейга и Исаака Мендеза. Впоследствии, возможно, он потерял не все свои способности. Во время солнечного затмения его способности подавились (как и у всех), и его застрелили, но затмение прошло и все силы вернулись, и он излечился. Мог сопротивляться попыткам Мэтта Паркмена телепатически стереть его личность, сохранил свою личность в разуме Мэтта и после возвращения в своё тело, оказался сильнее и уничтожил загруженную личность Нейтана Петрелли. Сопротивлялся (и в итоге, не поддался) попыткам стереть его личность способностью Гаитянина, взятой Питером Петрелли. Несознательно (и успешно) сопротивлялся попыткам Мэтта Паркмена телепатически подавить его способности. В серии «Стена», теоретически мог получить и телепатию, так как научился эмпатически копировать способности и некоторое время находился рядом с Питером Петрелли, взявшим способность Мэтта Паркмена. 
| В третьем сезоне Сайлар получил следующие способности | В третьем сезоне Сайлар получил следующие способности | В третьем сезоне Сайлар получил следующие способности |
| Способность                                           | «Донор»                                               | Название эпизода                                      |
| ----------------------------------------------------- | ----------------------------------------------------- | ----------------------------------------------------- |
| Регенерация                                           | Клэр Беннет                                           | «Второе пришествие» (англ. The Second Coming)         |
| Превращение предметов в золото                        | Боб Бишоп                                             | «Эффект бабочки» (англ. The Butterfly Effect)         |
| Осознание истории предмета при прикосновении          | Бриджит Байли                                         | «Один из нас» (англ. One of Us, One of Them)          |
| Генерация мощных звуковых волн голосом                | Джесси Мёрфи                                          | «Один из нас» (англ. One of Us, One of Them)          |
| Электрокинез                                          | Элль Бишоп                                            | «Совсем скоро» (англ. It’s Coming)                    |
| Распознавание лжи                                     | Сью Ландерс                                           | «Отец наш» (англ. Our Father)                         |
| Импринтирование                                       | Джо Малкон                                            | Графическая новелла «Out of Town…On Business»         |
| Изменение внешности                                   | Джеймс Мартин                                         | «Убежище» (англ. Into Asylum)                         |
| Дезинтеграция предметов                               | Том Миллер                                            | «Я — Сайлар» (англ. I am Sylar)                       |
| Левитация                                             | Нейтан Петрелли                                       | «Незримая нить» (англ. An Invisible Thread)           |
| Эмпатия                                               | Научил Артур Петрелли                                 |                                                       |

## Критика
Сайлар был назван одним из лучших новых злодеев 2007 года в статье в Entertainment Weekly, и лучшим злодеем 2007 года на IGN. Сайт UGO поставил Сайлара на 6 место в своём списке 50 лучших телеперсонажей. TV Guide включил его в 2013 году в список самых противных злодеев всех времён.